# Łapinóż (województwo kujawsko-pomorskie)
Łapinóż – wieś w Polsce, położona w województwie kujawsko-pomorskim, w powiecie brodnickim, w gminie Osiek.

## Podział administracyjny
W latach 1975–1998 miejscowość administracyjnie należała do województwa toruńskiego.

## Demografia
Według Narodowego Spisu Powszechnego (III 2011 r.) liczył 227 mieszkańców. Jest szóstą co do wielkości miejscowością gminy Osiek.

## Kolej wąskotorowa
Znajduje się tutaj wąskotorowa stacja kolejowa, przez którą przebiega nieczynna linia kolejowa Dobre – Brodnica.